# Lyngby Hovedgade
Lyngby Hovedgade er en gade i Kongens Lyngby. Oprindelig en del af Kongevejen imod Nordsjælland. Den intense trafik nødvendiggjorde efter 2. verdenskrig anlæggelsen af Lyngby Omfartsvej.
Mod syd fortsætter Lyngby Hovedgade i Lyngbyvej, der går igennem Gentofte og Hellerup til København.
Ved den sydlige ende af Lyngby Hovedgade ligger Mariebjerg Kirkegård, der er medtaget i den danske kulturkanon,
og ved den nordlige ende ligger Sorgenfri Slot.
Ved gaden ligger også Lyngbys to vandmøller, Lyngby Nordre Mølle og Lyngby Søndre Mølle, samt Lyngby Kirke.
Lyngby Hovedgade går over Mølleåen lige nord for kirken, og en del af Københavns Befæstning har krydset gaden: Den såkaldte Fæstningskanal med forbindelse til Lyngby Sø, der nu kun går til gadens vestlige side.

## Historie
Gade blev i 1683 betegnet "Lyngby Gade".
Senere kom den til at hedde "Hovedgaden" og omkring 1950 blev navnet ændret til "Lyngby Hovedgade" for at adskille den fra andre hovedgader i det storkøbenhavnske område.

### Elektrisk gadebelysning i 1888
Lyngby Hovedgade var det første sted i Danmark som fik elektrisk gadebelysning med kulbuelys.
Det skete den 10. september 1888, og en mindeplade sat op ved hundredåret i 1988 af Elektrotekniske Forening ses nu på banken Nordea's mur ved Klampenborgvej-krydset.

### Lokalplan i 1982
En lokalplan fra 1982 fra Lyngby-Taarbæk Kommune regulerer en strækning af Lyngby Hovedgade.
Lokalplanens baggrund er at sikre en koncentration af små detailhandlene, således ønskes ikke yderligere etableringer af klinikker, pengeinstitutter, og andre kontorlignende virksomheder i stueetagen på strækningen; der må ikke etableres dagligvarerbutikker, der er større end 200 kvadratmeter uden en særlig tilladelse, og endelige må skiltning og reklamering på facaderne kun finde sted med en tilladelse i hver enkelt tilfælde.

### Ombygning 1996–1998
I perioden 1996–1998 blev den centrale del af Lyngby Hovedgade sammen med nogle af de omkringliggende gader saneret, hvilket bl.a. betød, at den asfalterede vej blev erstattet af brolægning.
Kørebanerne er lagt med chaussésten i bueforbandt, mens vandrender er i brosten og fortovet er med såkaldte bordurfliser.
Saneringen havde oprindelig også brolægning, hvor Lyngby Hovedgade krydser Klampenborgvej, men dette måtte opgives, da Klampenborgvejs tunge trafik kørte stenene op.
Gadens indretning kritiseredes da for at være uegnet til at cykle på: I den centrale del er der brolægning og ingen egentlig cykelsti så cyklisterne må dele vejen med bilisterne.
I 2012 afsatte kommunen 3,6 millioner kroner til forbedring af forholdene for cyklisterne. Efter planen skulle en 90 centimeter bred granitbelægning lægges i højre side af vognbanen. Anlæg af granitbelægningen for cykler blev gennemført i 2013 for stykket Jernbanevej til Nørgaardsvej. De oprindelige chaussésten blev skiftet ud med chaussésten, der var jævnere.

### Senere udvikling
Lyngby Hovedgade er en travl forretningsgade. Efter normal lukketid ændrer gaden dog karakter med langt mindre trafik og byliv, og der er blevet efterlyst caféer og spisesteder for at skabe mere liv i byen.
Fokusset førte til flere caféer, og i maj 2012 var udviklingen nået så langt, at 12 forretningsdrivende fra hovedsageligt restaurationsbranchen i en protestskrivelse opfordrede til at kommunen skulle begrænse adgangen til nye spisesteder. Handelsforeningen var dog ikke enig i denne opfordring og byplanudvalgsformand Simon Pihl Sørensen var også afvisende.
Omdannelse af Lyngby Hovedgade til gågade har været diskuteret flere gange.
I 2006 drøftede Teknisk Udvalg muligheden for en periodevis gågade i en 3 måneders sommerperiode på strækningen Nørregårdsvej til Toftebæksvej.

## Gadens bygninger
Husnumrene på hovedgaden begynder i Nord.
Sorgenfri Slot på gadens østlige side har ikke nummer på gaden og den nordligste bygning er på gadens vestlige side, hvor Lyngby Hovedgade nr. 2 er det fredede landsted Frieboeshvile.
Hovedbygningen stammer fra 1756–1758, og Frieboeshvile anvendes nu til byhistorisk samling for Lyngby-Taarbæk Kommune.
G. F. Duckwitz, der spillede en central rolle i forbindelse med redningen af de danske jøder, boede i Frieboeshvile både under 2. verdenskrig og efter.
En mindeplade for Duckwitz ses på bygningen.
Den lille vej, der går til Frieboeshvile, er Prinsessestien, der fortsætter til Lyngby Sø.
Lyngby Hovedgade nr. 4 er nu en større kontorbygning opført 1975–1976.
I området lå fabriksbygninger fra 1891 til 1973: først klædefabrikken J. L. Binder & Co., senere Filtfabrikken Norden.
I forbindelse med opførelsen af kontorbygningen var der kontroverser, da området var udlagt til boligbebyggelse.
Sagen medførte at Lyngby-Taarbæk Kommune fremskyndede arbejdet med kommuneplanen og blev den første kommune i Danmark, der fremlagde et forslag til kommuneplan.
Ejendoms-investeringsselskabet DADES og ejendomsadministration-selskabet Datea har blandt andet kontor i bygningen.
Mølleåen løber ved kontorbygningen og en gangbro fører over åen til stien til Rustenborgvej.
Lyngby Hovedgade nr. 6 er et lille fredet hus opført 1858–1859 kaldet "Sorgenfridal".
Det ligger tilbagetrukket fra gaden, mens det lille hus ved siden af, Lyngby Hovedgade 8, ligger lige ud til gaden.
"Lille Sorgenfri", som det bliver kaldt, er opført på samme tid som Sorgenfridal.
I 1996 var det ikke fredet.
Den store etageejendom, Sorgenfrihus, lige syd for Lille Sorgenfri er Lyngby Hovedgade nr. 8A, og bygningen er opført i 1902 af tømrermester P. Jørgensen med arkitekten Søren Lemche.
Den fornemme bygning har træudskæringer og fine støbejernsdetaljer og blevet betegnet "absolut bevaringsværdig".
Lyngby Hovedgade nr. 10 er en beboelsesbygning opført af løjtnant Sophus Pritzel, der havde deltaget i Slaget ved Dybbøl og var den sidste danske soldat der forlod Als.
I 2008 var der indrettet blomsterbutik i beboelsesejendommen og Almindelig Brand Bank havde en filial i bygningen.
Pritzel opførte også Pritzels Fabrik, der ligger bag beboelsesbygningen.
Fabriksbygningen var i dårlig stand og krævede en renovering, men der var besværligt at finde midler til at restaureringen.
Lyngby-Taarbæk Kommune forsøgte at sælge ejendommen og få køber til at restaurere bygningen.
Kommunens økonomiudvalg besluttede at give tilsagn til DADES om overtagelse, men dette firma ønskede dog at bygge et nyt hus ved siden af.
Bygningskultur Foreningen i Lyngby-Taarbæk agiterede for en bevaring af bygningen,
og endelig i foråret 2009 blev Pritzels fabriksbygning solgt til det københavnske ejendomsselskab Unionkul A/S.
Ejeren af Unionkul var erhvervsmanden Klaus Kastbjerg, der tidligere har renoveret gamle industribygninger og arbejdet sammen med Jørn Utzon.
Kastbjerg ønskede af skabe en cafe i den ene halvdel af stueetagen, et mødelokale i den anden halvdel og kontorer på første sal.
I 2011 begyndte renoveringen.
Han regnede oprindeligt med at huset ville kunne modtage gæster i sommeren 2012.
Den renoverede ejendom var færdig januar 2013 og åbnede som kontorhotel.
Der er en separat lokalplan for bygningen.
Lyngby Hovedgade nr. 1 er det nuværende Plejehjemmet "Møllebo" og ligger umiddelbart syd for Sorgenfri Slots park.
Før området blev til plejehjem var det Store Kro og senere Hotel Lyngby, der kan føre dets historie tilbage til 1661.
Som Lyngby Hovedgade nr. 1 og lige nord for Mølleåen ligger Den Gule Længe, en bygning der første gang nævnes i 1761, hvor der var indrettet brændevinsbrænderi.
I 1789 blev den forlænget mod øst, i 1850 mod vest og igen efter en brand i 1891 skete ændringer.
Da var der købmandsbutik i stueetagen.
I forbindelse med hotellets udvidelse i 1970 var Den Gule Længe nær blevet revet ned på grund af krav til bebyggelsesprocenten, men den overlevede på dispensation og åbnede i 1974 som butikken Damhuset på initiativ at to lokale kunstnere Anna Strandgaard og Karen Abell.
I 1978 blev der også indrettet værksteder til kunsthåndværkere.
Over for plejehjemmet ligger nu et grønt område med udsigt til Mølleåen.
Der har før været en række bygninger:
Nr. 12 var en beboelsesejendom opført som udlejningsejendom til fabrikken.
På trods af at Hovedgadens registrant fra 1996 nævner den som "absolut bevaringsværdig" blev bygning nedrevet.
Nr. 14 til 22 var en række huse der blev revet ned i 1964 for at give udsigt til Stadsbiblioteket.

### Syd for Mølleåen
Den første bygning syd for Mølleåen som nummer 24A er Lyngby Nordre Mølle med udvendig møllehjul.
Nummer 24 er Lyngby Søndre Mølle.
Kanosejlere må benytte den ganske lave passage, hvor Mølleåen går under hovedgaden ved den nordre mølle.
Lyngby Hovedgade nummer 26A og 26B er en etageejendom opført i 1903 af købmand Frederik Emil Bugge efter branden i Lyngby Mølle.
Bygningens sydside har et gavlmaleri for Tuborg øl.
Bygningerne ejes af Lyngby-Taarbæk Kommune.
Ved nummer 26 er Lyngby Hovedgades nordligste lyskryds, hvor Gammel Lundtoftevej fører til Bondebyen.
Lige syd for Gammel Lundtoftevej ved Kirkebakken lå som Lyngby Hovedgade nummer 3 et ganske lille beboelseshus på 6 m × 10 m opført i 1829.
En værksteds- og butiksbygning blev opført i 1903 som nummer 3A.
I 1937 blev bygningerne revet ned for at give plads til en vendeplads for trolleybus-linjen mellem Lyngby og København.
Lyngby Hovedgade nummer 28 er nu en del af bibliotekets bygning. Der har tidligere været musikbibliotek, der i 1963 åbnede som Danmarks første.
Bygningen Gramlille er opført i 1748 som landsted. Der findes ikke beskrivelse af bygningen fra denne tid, så den kan have ændret udseende.
Kobberstikker, professor J.M. Preisler ejede bygningen fra 1761 til 1791, og Gramlille var om sommeren hjemsted for en række kulturpersonligheder, blandt andet F. G. Klopstock.
Fra 1864 til 1872 ejede professor dr. med Claus Manicus Gramlille.
Gramlille fik navnet efter Gram Hovedgård, da søskendeparret Carl Hother og Alvilde Müffelmann overtog bygningen i 1875.
Bag Gramlille ligger det egentlige bibliotek opført 1964–1968.
Gramlille har været fredet siden 1950
og siden 1955 har Lyngby-Taarbæk Kommune ejet bygningen.
Overfor Gramlille ligger Lyngby Kirke der ikke har haft nummer på Lyngby Hovedgade. Umiddelbart efter kirken ligger gaden Stades Krog der fører til Lyngby Kirkestræde og videre mod en parkeringsplads.
Lyngby Hovedgade har gået over en del af Københavns befæstning: Den såkaldte Fæstningskanal, der gik fra Lyngby Sø og videre mod Ermelunden. Nu går Fæstningskanalen kun til Lyngby Hovedgades vestside.
Baadfarten, der sejler på Lyngby, Bagsværd Sø og Mølleøen, har anløbsbro ved Fæstningskanalens afslutning ved Lyngby Hovedgade.
Modsat den nuværende fæstningskanal er der nu en parkeringsplads. Her har der tidligere været en række bygninger med adresse på Lyngby Hovedgade.

### Syd for rundkørslen ved Jernbanevej
Umiddelbart syd for Fæstningskanalen er Lyngby Hovedgades nordlige rundkørsel, der forbinder gaden med Jernbanevej. Den første bygning på Lyngby Hovedgades vestside efter rundkørslen er nummer 40 der nu huser Hi-Fi Klubben og tidligere skobutikken Scholl.
Bygningen var tidligere indrettet som kroen Hold'an. I slutningen af 2012 blev butikken, hvor Scholl tidligere havde forretning, renoveret, og rummet blev splittet i to.
Der er nu tøjbutikken Oska og frisøren Flambart i henholdsvis den nordlige og sydlige del.
På den modsatte side af vejen ligger Brohus som nummer 9. Ny Brohus blev opført i 1970'erne. Ud til Lyngby Hovedgade har Ny Brohus dels haft en sandwichbar og dels tøjbutikken Top Snop med eksklusivt brugt tøj.
Nummer 21 var en butik i dagligvarekæden Irma. 
Butikken har elevator til den underliggende parkeringskælder.
Butikken er omdannet til en 365discount-butik.
På stedets nordlige del har der før været en beboelsebygning.
Overretsprokurator H. F. Møller og prokurator A. Vang var ejere af matriklen indtil 1874, hvor distriktslæge dr.med. J. G. Ditlevsen købte matriklen og opførte en beboelsesejendom. Nummeret var da nummer 19. Der var konsultation i huset. Ditlevsen ejede huset til 1910, hvor hans arvinger overtog det. I 1914 kom endnu en læge, Anders Hansen, som boede der frem til 1926, hvor enken overtog. I 1930 blev bygningen solgt til frøknerne Astrid og Anna Nielsen, der forhøjede bygningen til 3½ etager og byggede forbygninger til butikker. I bygningens nordlige del kom der til at være Zachariassens Boghandel og i den sydlige del en tapet og farvehandel. På bygningens første sal fandtes barber, parfumeri og damefrisør. Bygningen blev nedrevet i 1972 og i 1973 opførtes så den nuværende bygning, hvor Hans F. Kjær var arkitekten.

### Syd for Toftebæksvej
Det hvide Palæ er en fredet bygning, der ligger som nummer 37.
Hi-Fi Klubben holdt til her i den nederste etage, før de flyttede længere nordpå til nummer 40. Der er parkingspladser bagved bygningen med indkørsel fra Gasværksvej, — en sidegade til Toftebæksvej.
Overfor Det hvide palæ ligger en fleretagers beboelsesejendom i funkis-stil fra 1932 på nummeret 64.
I stueetagen findes frisøren Flemming og en butik i kæden Jackpot.
Bygningen er tegnet af arkitekt Knud Friderichsen og fremtræder nu som et pudset gulmalet murstenshus.
Etagerne har tidligere været malet i vekslende farver, hvilket gav den navnet "lagkagehuset".
I modsætning til mange andre funkis-bygningers flade tage har denne bygning lav rejsning, hvor loftsetagen kunne bruges til tørreloft og pultekammer.
Huset havde fælles vaskefaciliteter og som en nyhed nedkastningsskakte og i kælderen en forbrændingsovn.

### Syd for Klampenborgvej
Syd for Klampenborgvej er den første bygning på gades østside, den markante Magasin-bygning.
I 2012 blev denne forretning Årets Butik i Lyngby.
I bygningen er der nu to filialer af kæder inde for fødevarebranchen: dels Sticks'n'Sushi og dels bagerikæden Lagkagehuset.
Efter Magasin går gangstien Baltzers Passage til området bag med Sticks'n'Sushi, byggemarkedet Johannes Fog, Lyngby Kulturhus og parkeringspladser og Nørgaardsvejs parkeringshus.
Ved et skyderi den 22. november 2016 blev en kvinde og en mand såret.
Bagergården er Lyngby Hovedgade 49 og kan føre dets historie tilbage til 1782.
I 1943 blev den nordlige del udstykket som Lyngby Hovedgade 49A.
Denne del blev opført som en to-etagers tilbygning i 1914, og er senere blevet ændret.
Lysmesteren Baltzer har nu til huse i 49A og Balzter har ejet denne del af Bagergården siden 1977.
Den lange lave hovedbygning er 49B opført 1817–1818 efter en brand den 30. juli 1814.
Der er nu kun bageri i en del af bygningen.
Siden 1994 har Christel Andersen og Tommy Stenbjerg Larsen drevet bagerforretningen.
Hovedgadens registrant vurderer bagergårdens hovedbygning med ordene "statelig" og "markant" og skriver:
[...] Bagergården [udgør] et fint eksempel på den tidligere landbrugs- og håndværkerbebyggelse, der bør bevares.
Trods denne vurdering kom Bagergården i fare for at blive revet ned, og NCC skrev således på deres hjemmeside: "Her [Lyngby Hovedgade] omdanner NCC nedslidte og utidssvarende butikker til 3 moderne butikker i en nyopført ejendom med 100kvm personalerum på 1. sal."
Ansøgningen om nedrivning af Bagergårdens markante hovedbygning i 2008 fik Bygningskultur Foreningen i Lyngby-Taarbæk til at indsende en anmodning til kommunen om at give afslag på nedrivningen.
Anmodningen blev dog afslået,
og sidst i september lukkede bageren og nedrivningen af bygningerne begyndte.
I den nyopførte bygning flyttede cafékæden Baresso Coffee ind i den ene del, mens butikskæden Friluftsland og kvindetøjsbutikskæden Bonde Boutique flyttede ind i de to sydlige lokaler.
I nummer 76 findes en filial af restaurantkæden Wokshop.
Umiddelbart efter sidevejen Gyldendalsvej, der fører videre til Mosevej, ligger Lyngby Hovedgade 63 hvor autoforhandleren Andersen & Martini, som hovedsageligt sælger biler af mærkerne Opel og Kia, tidligere havde en afdeling.
De fik butik på stedet i 1976 og ejede bygningerne siden 1980.
Før Andersen & Martini var der automobil fabrik, værksted og benzintank ved Thøger G. Jungersen siden 1924.
Samlingen af bygninger ligger også på en del af Jægersborgvej.
Den ældste af udstillingsbygninger er fra 1925 og alle bygningerne er grundmurede og i en etage.
Den lave bebyggelse står i kontrast til nummer 61 og bygningerne videre på Jægersborgvej.
Efter at ændringen af Lyngby Hovedgades forløb i 1964 har området fået karakter af at være begyndelsen af Lyngby Hovedgade og kommunalbestyrelsens kommuneplan har foreslået "et markant bygningsværk, som udfylder hullet i husrækken".
Andersen & Martini har indgået en aftale med KPC om salg, og KPC har præsenteret forslag for kommunen. I et af forslagene har arkitektfirmaet Arkitema tegnet en femetages bygning.
Stillet overfor et forslag om en syv-etagers bygning havde Simon Pihl Sørensen i 2012 udtrykt mild skepsis. Andersen & Martini's afdeling i Lyngby ophørte i 2015, og bygningen blev revet ned i 2017.

### Syd for motorvejen
På Lyngby Hovedgades vestside umiddelbart efter motorvejen og jernbanen ligger det buede kontorhus som numrene 94 til 98. Bygningen blev opført 1992 til 1994.
Folkene bag gav det navnet "Lyngby Port" på trods af at en bygning længere mod syd også kaldtes det.
Som numrene 92 til 98 lå tidligere fire villaer der var opført i slutningen af 1800-tallet.
Retten i Lyngby har tidligere haft til huse ved Sorgenfri Station, men flyttede den 4. november 2008 til kontorbygningen nr. 96.
Produktion af akkumulatore i området har betydet at grunden er registreret som kemikalieaffaldsdepot og en pumpestation bagved bygningerne har til formål af fjerne forurenet grundvand.
Via sidevejen Hollandsvej er det muligt at komme om bag den buede kontorbygning, hvor en sti fører videre til Lyacvej.
Lyngby Hovedgade 85 (tidligere 83-85) er kontor- og butiksbygninger for Lyngby Tømmerhandel A/S.
I 2010 var der planer om en otte etagers høj kontorbygning for grunden ved Lyngby Hovedgade 77-85.
Senere blev planerne ændret så der var tale om en 6 etagers bygning på 12.000 kvadratmeter.
Flere beboere i området gjorde indsigelse blandt andet mod højden af bygningen,
og Byplanudvalget besluttede til sidst at sætte grænsen ved fem etager.
Nummer 104 er en fleretagers beboelsesejendom i gule mursten.
I januar 2013 var en 28-årige familiefar udsat for en voldelig død og blev fundet død på en altan i ejendommen.
Den sydligste bygning på Lyngby Hovedgade var nummer 114 der ligger på hjørnet af Christian X's Allé og Lyngby Hovedgade lige før Marienbjerg Kirkegård.
Det var bilforhandleren Ebbe Elmer der havde specialiseret sig i Mazda, Ford og Suzuki. Den blev revet ned i midten af 2010'erne.
På stedet er der nu parkeringsplads for en Lidl-butik, der har primær adresse på Christian X's Allé.
På den modsatte side ligger Vintappersøen.

## Musik, kunst og sport
Den danske sanger C. V. Jørgensen har boet i nummer 84E, og gaden er omtalt som "Hovedgaden" i hans sang Elisabeth,
og en tekst til en af Dodo & The Dodos sange er skrevet Post-Pub (nr. 78).
Den dansk-tyske 1800-tals komponist Friedrich Kuhlau boede på Lyngby Hovedgade i hvad der nu er nr. 50. Muligvis er musikken til Elverhøj skrevet her.
Den 5. februar 1831 brændte huset med hele Kuhlaus indbo.
Elisabeth Møller Jensen bidrog til en antologi med en tekst med titlen "En bænk på Lyngby Hovedgade".
Der er en række skulpturer ved Lyngby Hovedgade: På plænen ved Lyngby Nordre Mølle står Christian Rosings Aasiveeraq fra 1996 som viser en sæl der stikker hoved op af et stykke granit.
Sydligere ved Stadsbiblioteket (nr. 28) overfor Lyngby Kirke står Anita Jørgensens Søjle med glasstak fra 1994 udført i glas og metal.
Bag Stadsbiblioteket og knapt synlig fra Hovedgaden er Johannes Hansens Mor og barn skulptur fra 1948.
Tæt på ved hjørnet til Rustenborgvej ligger Bjørn Røddings lille runeskulptur Runic-stone fra ca. 1970-1975.
Endnu sydligere i baggården ved nummer 44 står Anders Friis fugleskulptur fra ca. 1985-1990.
Flere sportsarrangementer benytter Lyngby Hovedgade.
B.T. Halvmarathon, der finder sted en søndag i foråret, løbes ad Lyngby Hovedgade.
Triathlon-stævnet Ironman Copenhagen (det tidligere Challenge Copenhagen) der forløber en dag i august, har cykelrute gennem Lyngby Hovedgade.